# KF Flamurtari
Der KF Flamurtari (albanisch Klubi Futbollistik Flamurtari) ist ein Fußballverein mit Sitz in Pristina, Kosovo. Der Verein spielt derzeit in der zweithöchsten Liga des Fußballs im Kosovo, in der Liga e Parë.

## Geschichte
Der Verein wurde im Jahr 1968 gegründet. Seine Heimspiele trägt KF Flamurtari in einem 2500 Zuschauer fassenden Stadion aus. 1999 stieg er in die höchste Spielklasse des Kosovo auf. In der Saison 2004/2005 erreichte man in der Meisterschaft den dritten Platz. Der jetztzeitige Präsident des Vereins ist Imer Ademi. 2011 folgte dann der Abstieg in die Liga e Parë. Aktuell spielt der Verein in der zweiten kosovarischen Liga.
KF Flamurtari war Finalist im Kupa e Kosovës 2006/07, aber er verlor mit 3:0 gegen KF Liria im Finale in Pristina.